# Kościół Chrystusa Króla w Chybiu
Kościół Chrystusa Króla w Chybiu – kościół rzymskokatolicki w Chybiu, zbudowany w latach 1927–1930. Od 1999 roku sanktuarium Matki Boskiej Gołyskiej.

## Historia
W 1927 roku rozpoczęto budowę kościoła. Wcześniej mieszkańcy Chybia należeli do Parafii św. Barbary w Strumieniu. Budynek powstał na podmokłym gruncie, powstałym po zasypaniu dawnego stawu. Autorem projektu kościoła był Henryk Szołdra, a wystrój wnętrza kościoła wykonał arysta malarz z Istebnej – Jan Wałach. Kościół poświęcił ks. infułat Wilhelm Kasperlik 5 października 1930 roku. Rok później ustanowiono tu filię parafii św. Barbary w Strumieniu, a w 1932 utworzono placówkę duszpasterską. Nową Parafię Chrystusa Króla w Chybiu erygowano 28 kwietnia 1957 roku.

### Sanktuarium maryjne
W 1768 roku wiszący na lipie w Gołyszu Obraz Matki Bożej Częstochowskiej przeniesiono do specjalnie zbudowanej drewnianej kaplicy. W 1866 roku powstała nowa murowana kaplica. Umieszczono w niej w głównym ołtarzu obraz Niepokalanego Poczęcia, a nad nim cudowny obraz Matki Boskiej Częstochowskiej, który nazywano Gołyskim. Gdy podczas budowy Zbiornika Goczałkowickiego w 1953 roku zaplanowano rozebranie kaplicy, obraz został 9 maja przeniesiony do istniejącego od 1788 roku kościoła parafialnego Matki Bożej Śnieżnej w Zarzeczu, który jednak również przeznaczono do rozbiórki. W związku z tym pod koniec czerwca 1954 roku obraz Matki Boskiej Gołyskiej został przeniesiony do pobliskiego kościoła Chrystusa Króla w Chybiu, tam gdzie miało zamieszkać najwięcej wysiedlonych mieszkańców z tej wioski. 21 listopada 1999 roku w parafii zostało ustanowione lokalne sanktuarium maryjne Matki Boskiej Gołyskiej. 15 maja 2004 roku obraz został ukoronowany.